# Viaduc du Viaur
Pour l’article homonyme, voir Viaduc routier du Viaur.
Le viaduc du Viaur est un ouvrage d'art ferroviaire en acier de la ligne de Castelnaudary à Rodez dans le sud du Massif central, en France. Achevé en 1902, il franchit la profonde vallée du Viaur entre Rodez et Albi. Il est situé sur les territoires des communes de Tauriac-de-Naucelle (Aveyron) et Tanus (Tarn).
Ce pont a été classé au titre des monuments historiques le 28 décembre 2021,.

## Situation ferroviaire
Ce viaduc à voie unique est situé entre les points kilométriques 450,909 et 451,369 de la ligne de Castelnaudary à Rodez.

## Histoire
À l’issue d’un concours ouvert en 1887 à des ingénieurs (parmi lesquels figurait Gustave Eiffel), il fut attribué à l’ingénieur Paul Bodin de la Société de construction des Batignolles (aujourd’hui Spie Batignolles), et construit par celui-ci entre 1895 et 1902, avec l'aide de l'ingénieur Rosario de Volontat.
Ce viaduc est le dernier chantier de Jean Compagnon, qui fut chef des chantiers des viaducs de Garabit, Maria Pia, etc. et de la Tour Eiffel, débauché de chez Eiffel par Paul Bodin. Il décéda en 1900 avant la fin du chantier. Son successeur, Gaboris, achèvera l'ouvrage.
Le viaduc à voie unique est situé sur la ligne de chemin de fer Carmaux - Rodez. Il était alors le plus long arc métallique jamais construit[Information douteuse]. Le viaduc contient selon les estimations 3 800 tonnes de métal, avec un coût total, y compris les culées en maçonnerie, de l'ordre de 2 700 000 francs français.
Durant sa construction aucun mort ne fut à déplorer.
Le 4 juillet 1902 est effectuée la jonction entre les deux parties du viaduc. Le pont est inauguré le 5 octobre 1902. Au moment de son achèvement, il comprend l'arc métallique le plus long.

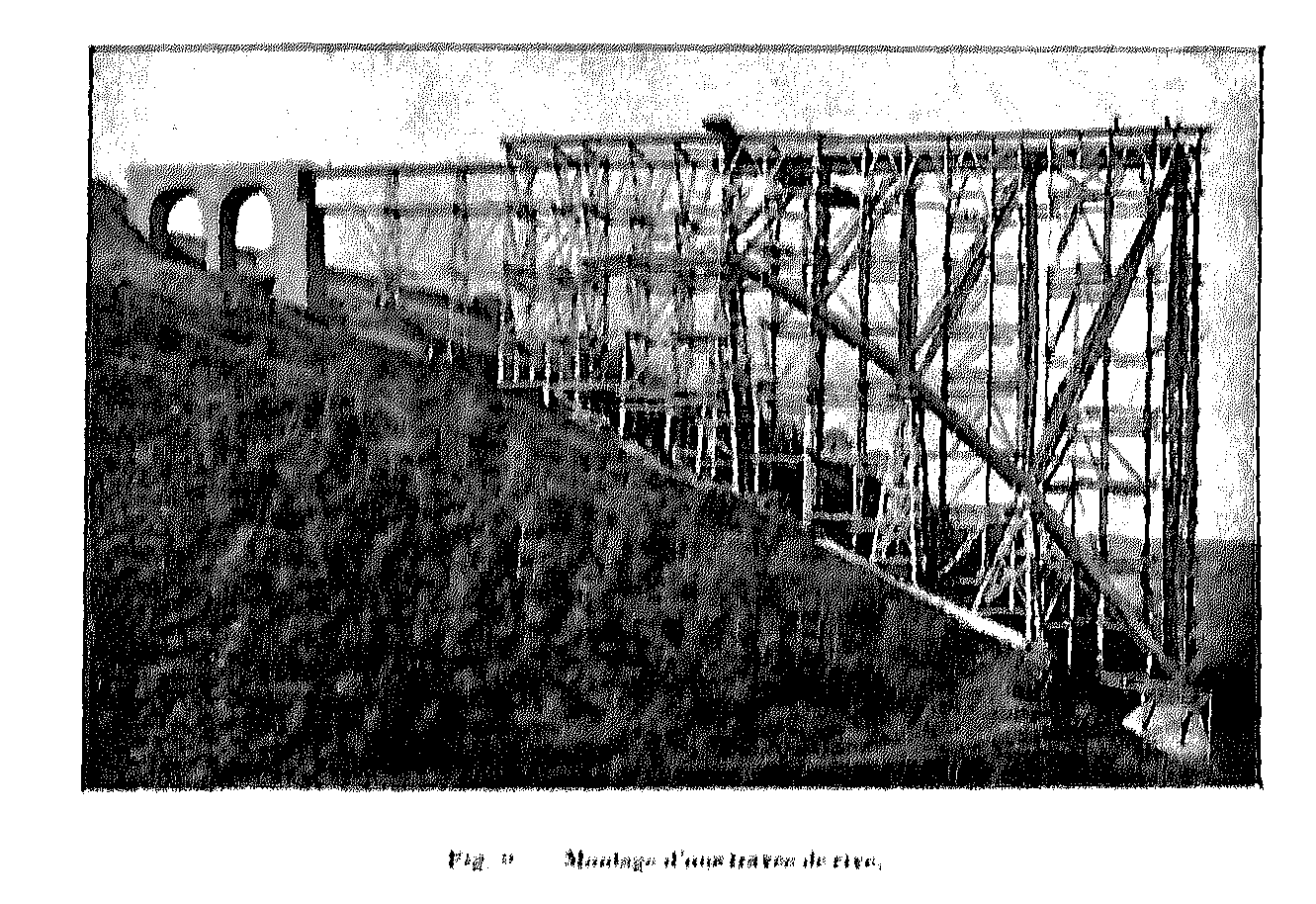
Montage d'une culée sur une des rives.
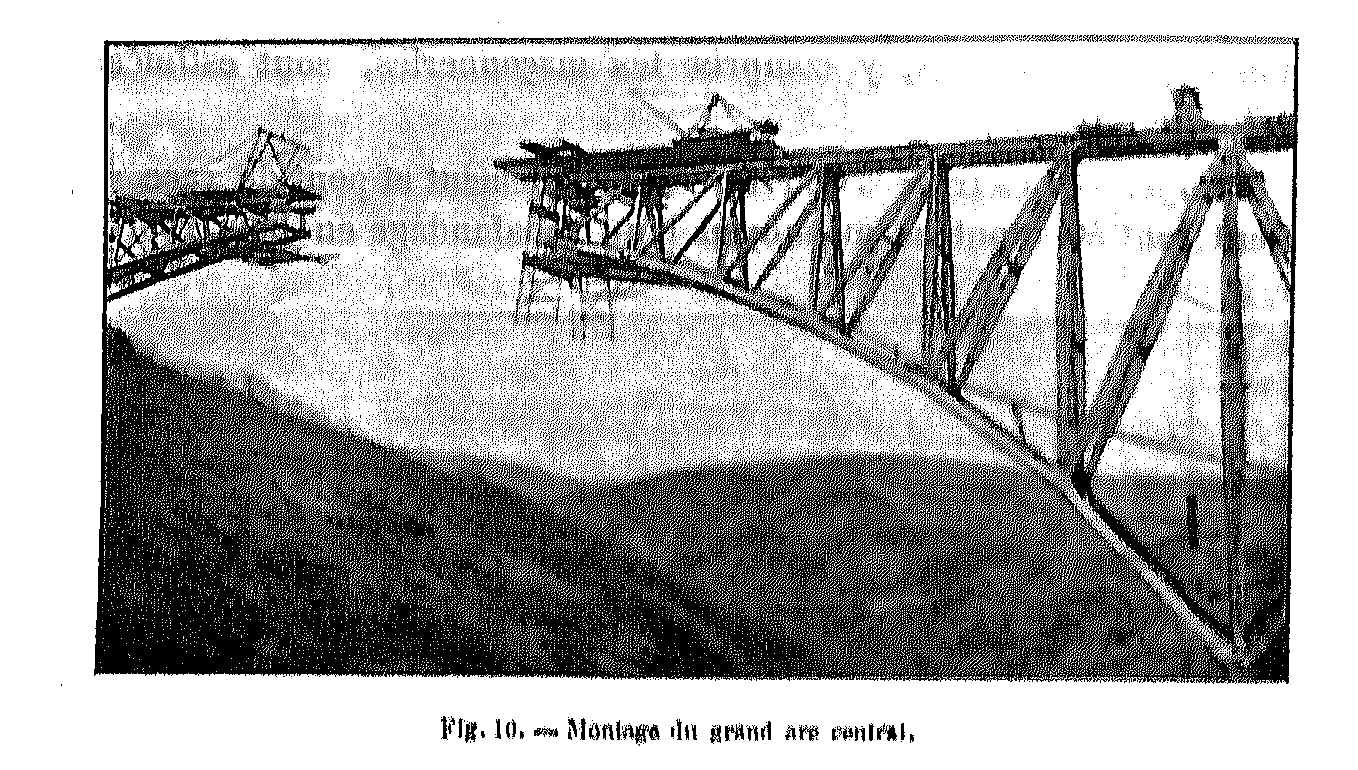
Montage du grand arc au centre.
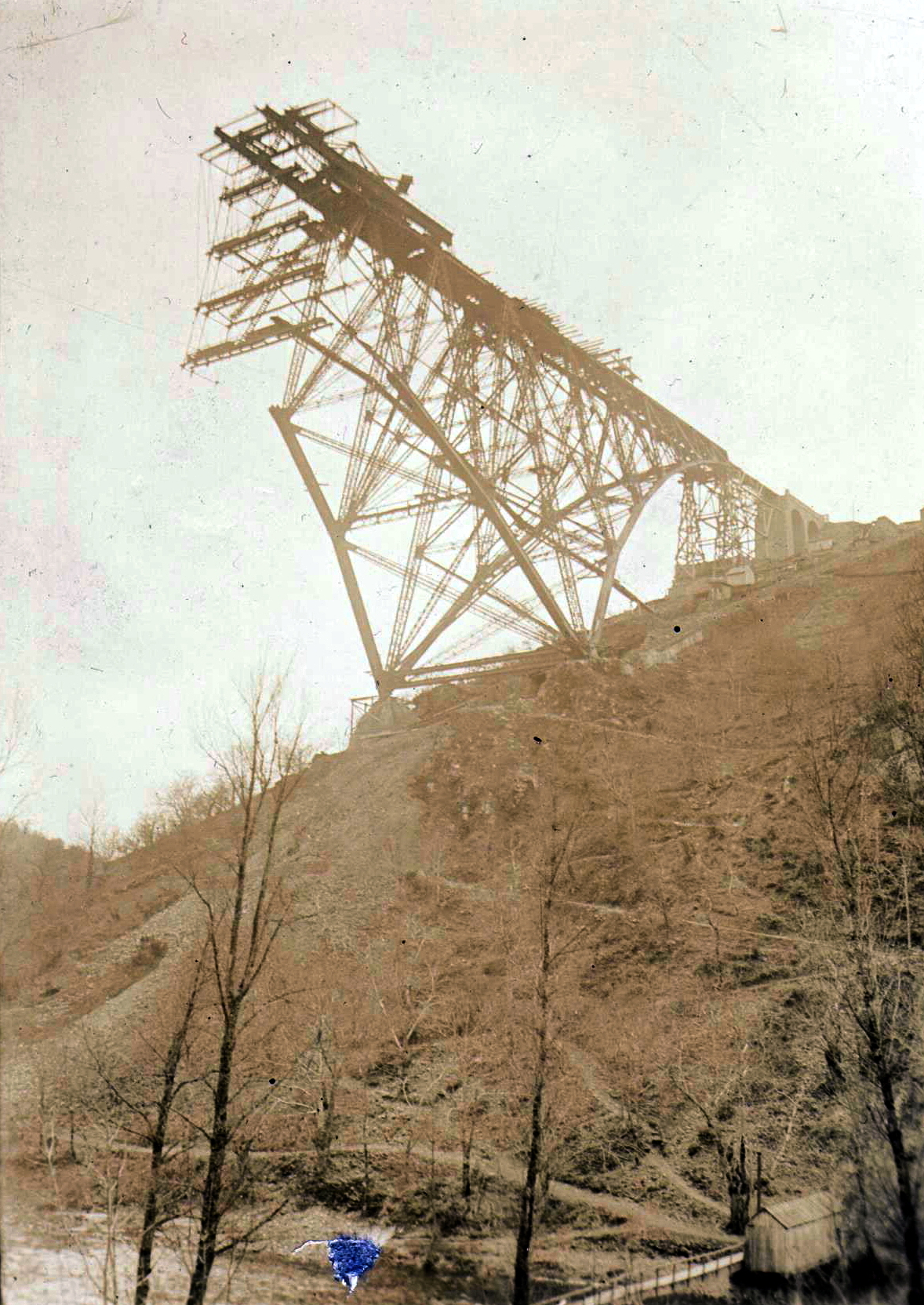
Viaduc du Viaur en construction.
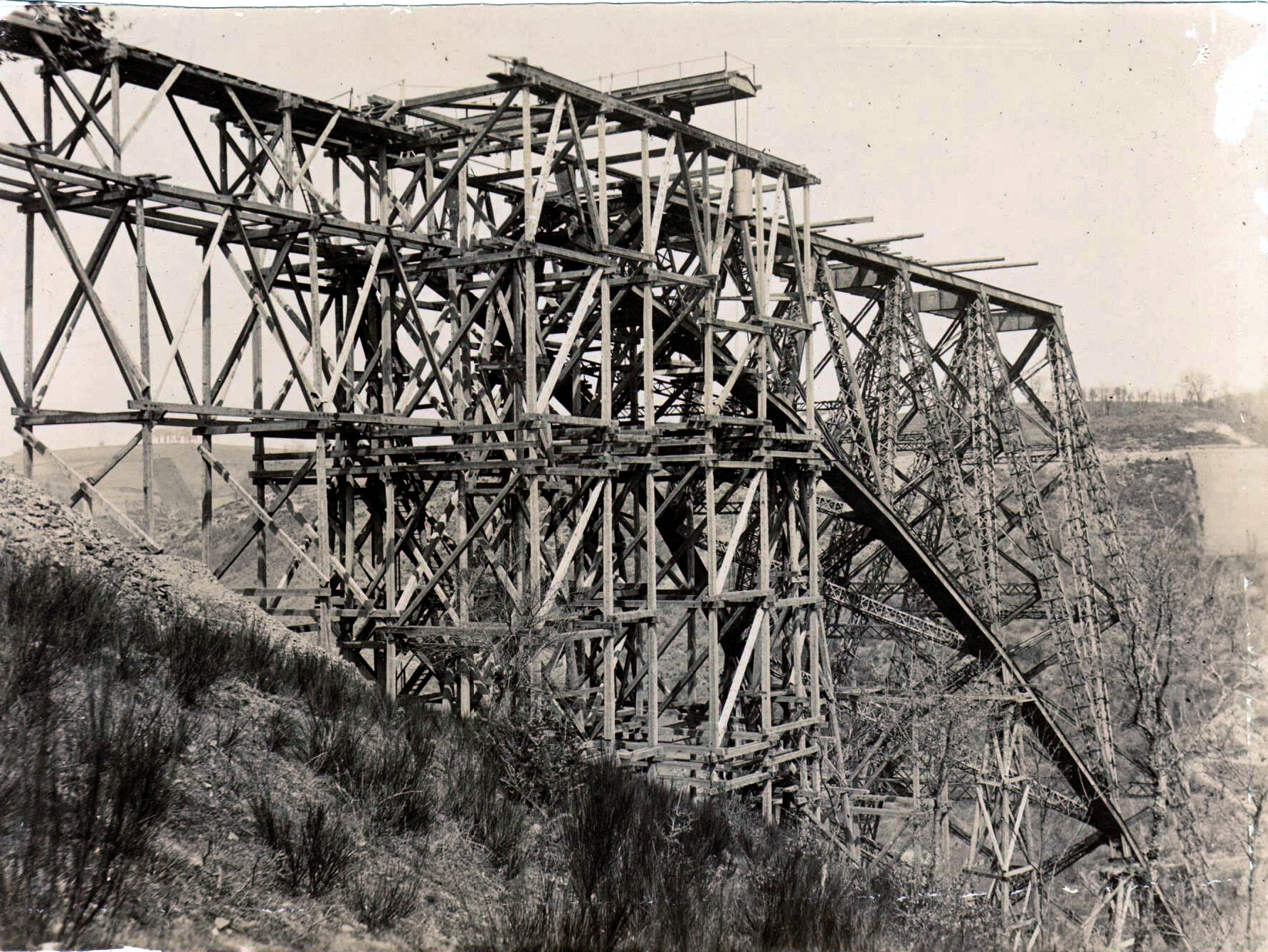
Viaduc du Viaur en construction.
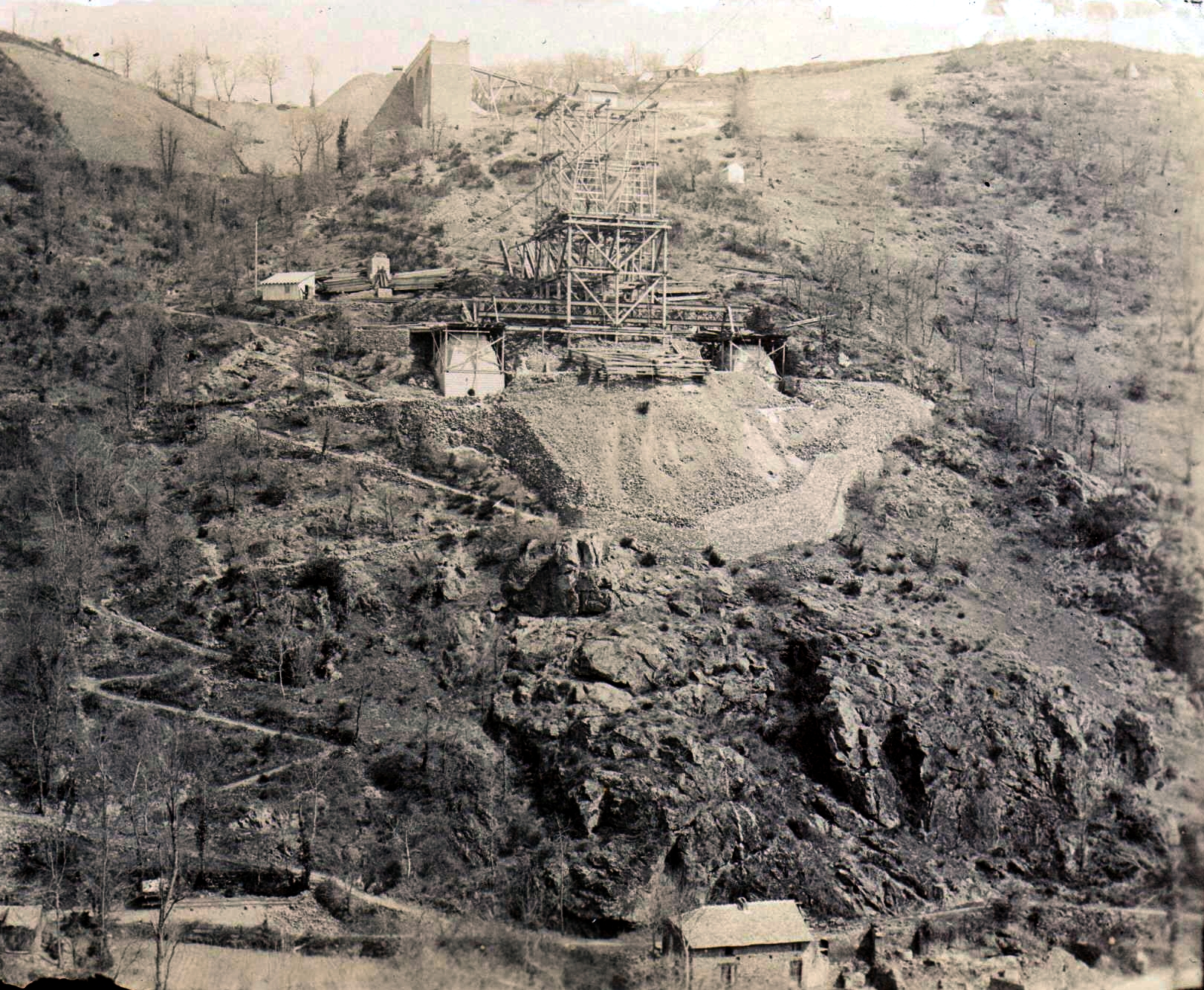
Viaduc du Viaur en construction.
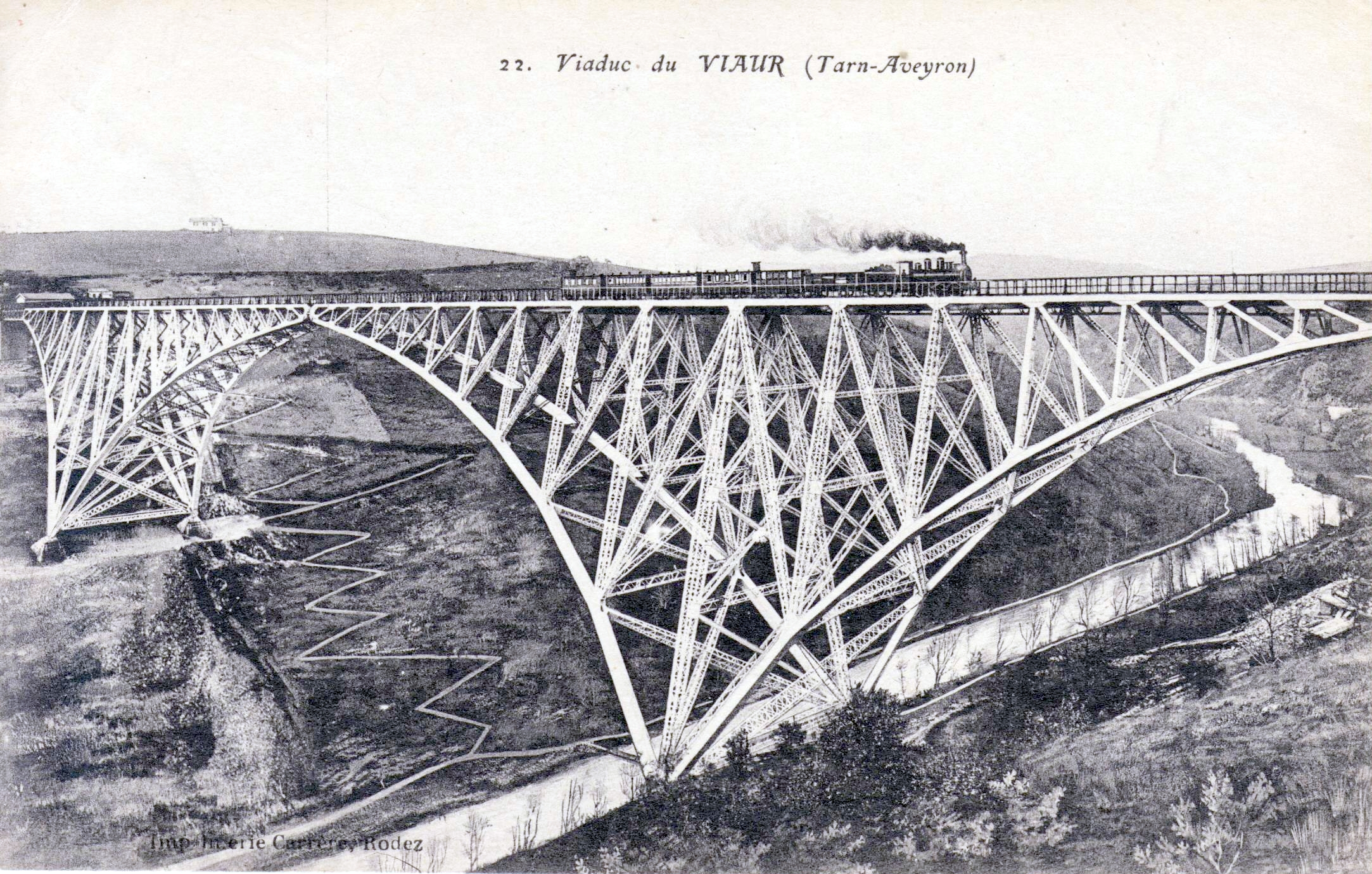
Le viaduc achevé.

## Caractéristiques

Principe de construction du pont.

Ce pont en acier, assemblé par rivets, est composé de deux poutres en porte-à-faux équilibrées (cantilever) et articulées, chacune prolongée par une courte poutre à section constante et une culée en maçonnerie à deux arches. C’est le seul pont de ce type en France. À l'origine le point central du pont n'était pas soudé, l'arche principale est donc scindée en deux parties indépendantes capables de soutenir chacune un poids considérable. Les deux parties furent soudées pour des raisons de maintenance peu après la construction du viaduc.
Grâce à la technique cantilever, les viaducs ferroviaires ont pu atteindre des portées considérables, jusque-là réservées aux ponts suspendus, alors inadaptés à la voie ferrée. L’apogée en sera le deuxième pont de Québec (1917).
Le viaduc du Viaur est reconnaissable entre tous par sa silhouette où la voie ferrée passe au sommet et non au milieu de la structure, comme c’est le cas pour les autres ponts à poutres en porte-à-faux.
- Longueur totale de l'ouvrage : 460 m[8].
- Hauteur : 116 m au-dessus de la rivière, 54 m au-dessus des appuis[3].
- Portée entre appuis : 220 m[3].
- Masse métallique : 3 800 t.

## Dans l'art et la culture
L’assemblage du viaduc du Viaur a inspiré le peintre Henri-Marcel Magne, pour son tableau Construction d'un Viaduc, où l'on voit une équipe de riveurs au travail, perchés sur un échafaudage volant.
La création du viaduc, avec les conséquences positives qu'il eut sur l'économie agricole du Ségala, est le thème de la nouvelle de Joan Bodon, Lo Pan de Froment (« Le pain de froment »).

## Galerie de photographies

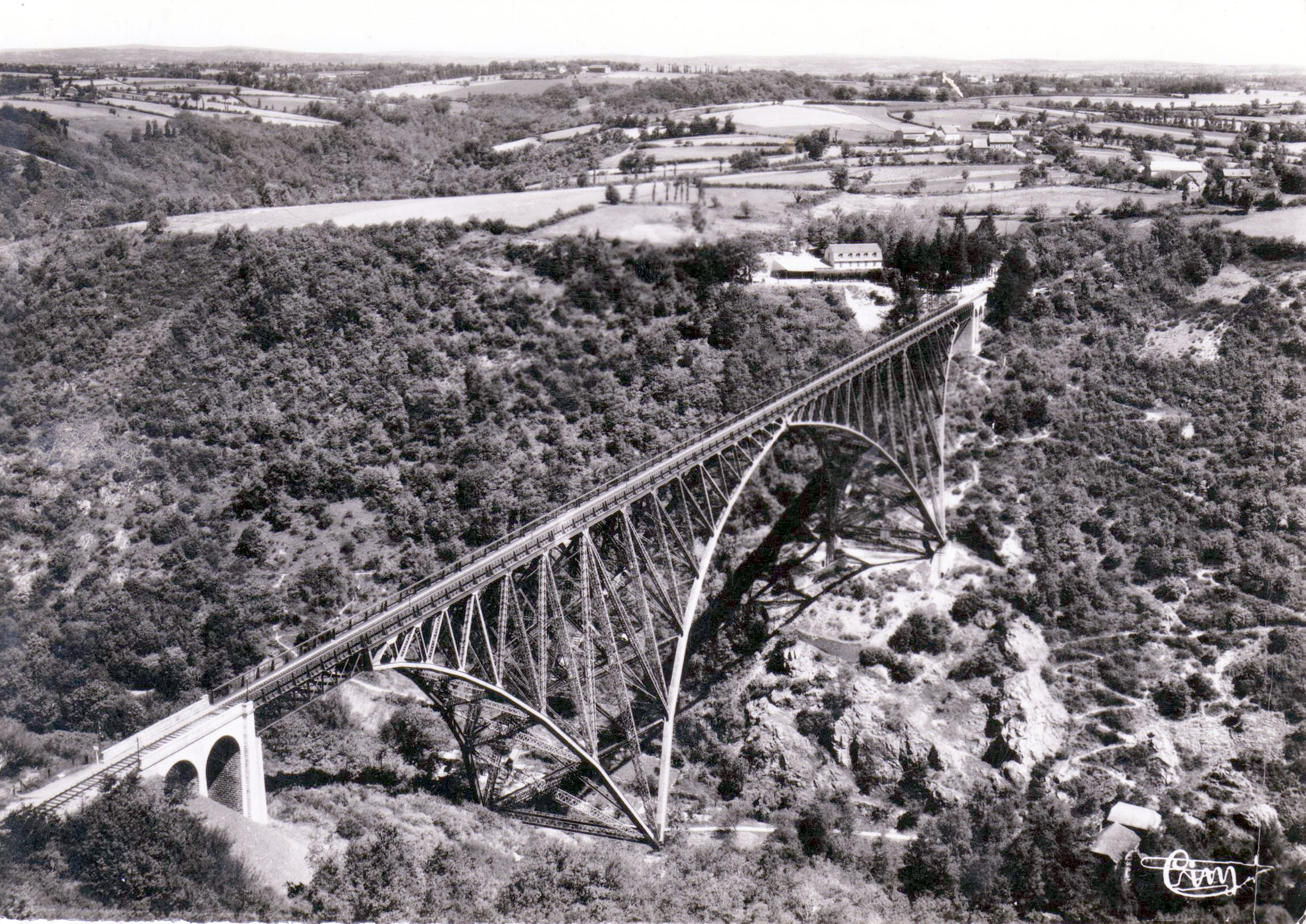
Vue générale du pont.
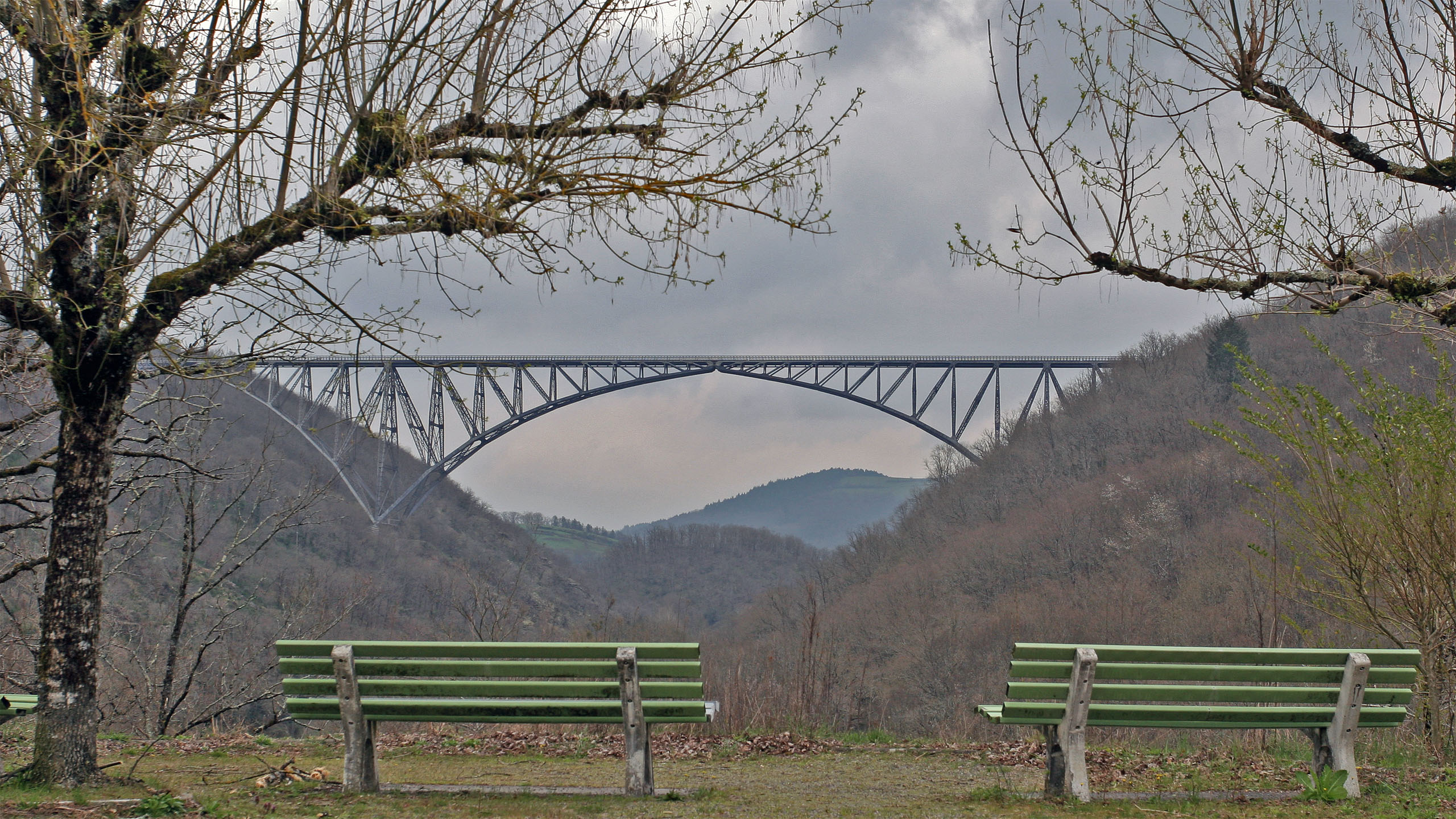
Autre vue générale.
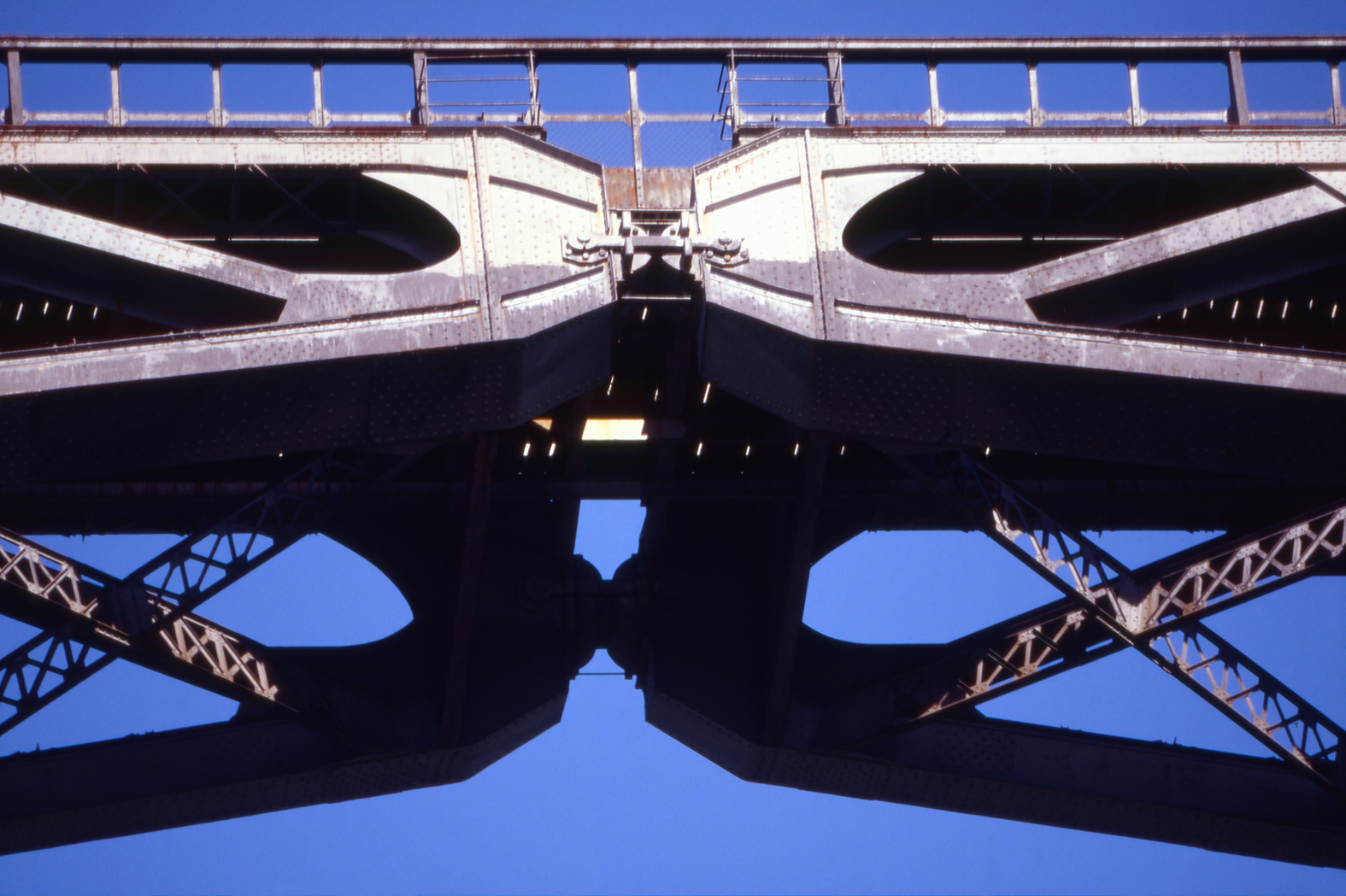
Clé de voûte articulée.
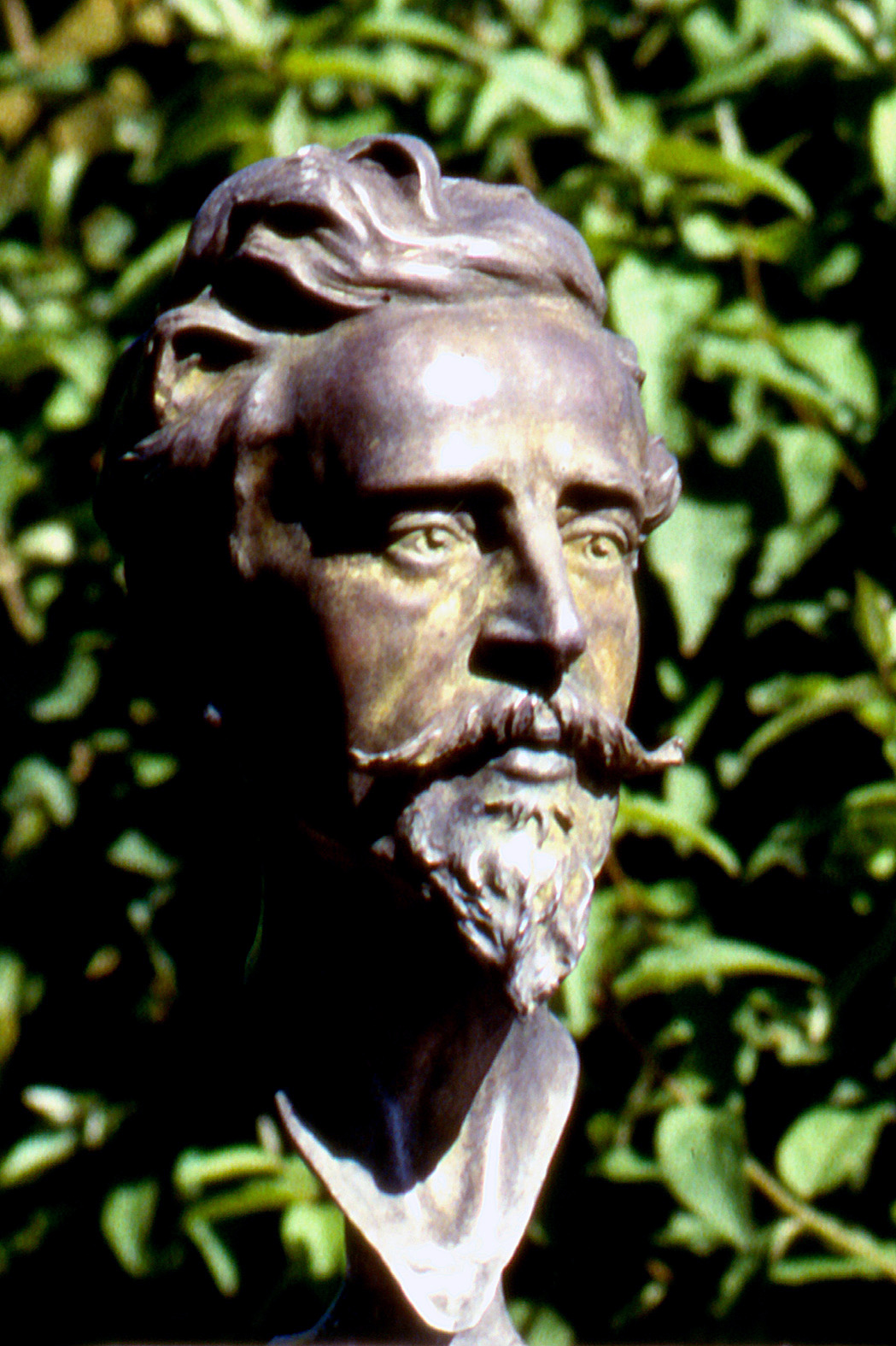
Buste de Paul Bodin.
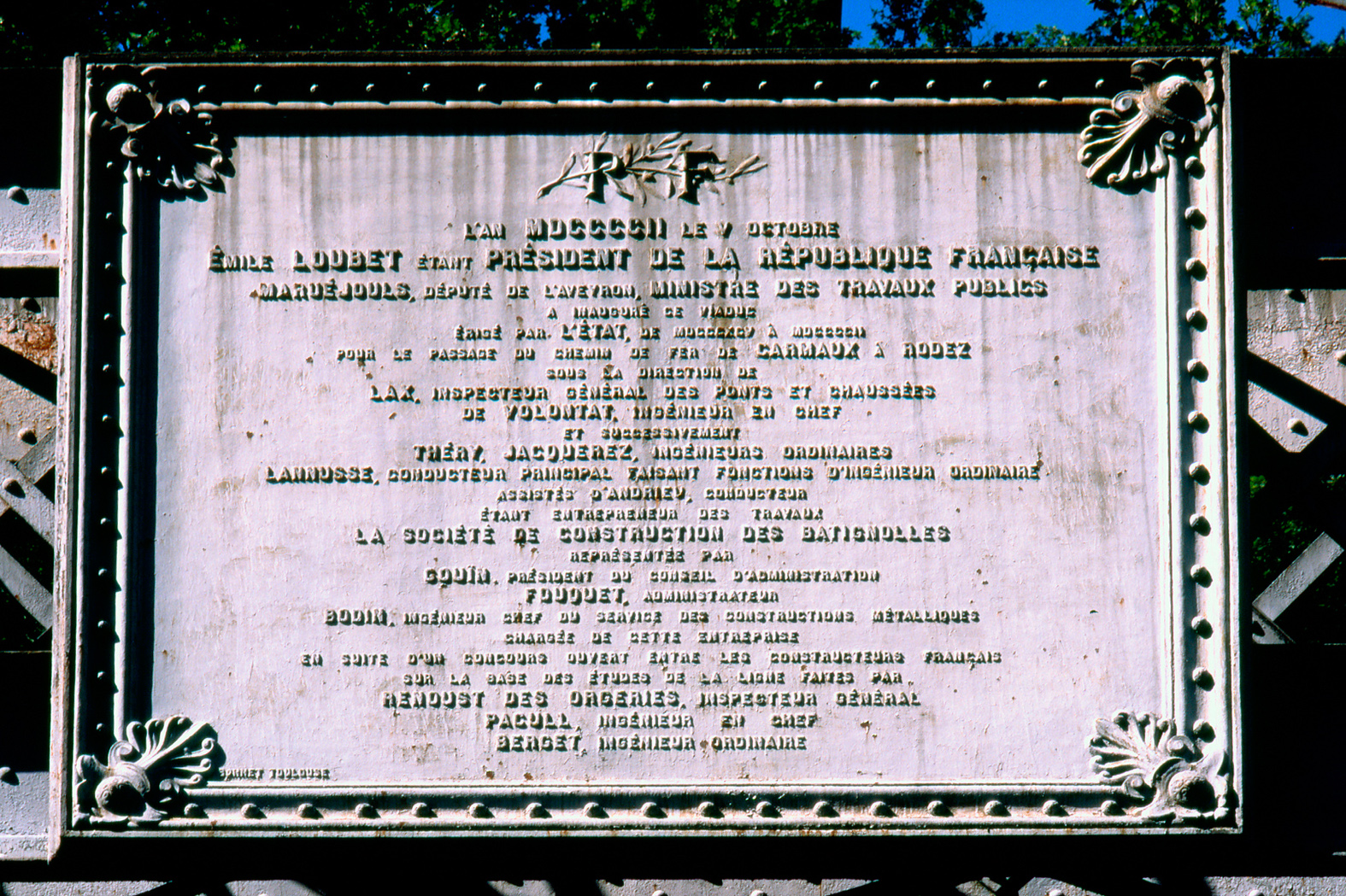
Plaque commémorative de l'inauguration.